# ハンノ・モットーラ
ハンノ・モットラ（Hanno Möttölä）ことハンノ・アレクサンテリ・モットーラ（Hanno Aleksanteri Möttölä、1976年9月9日 - ）は、フィンランドの元バスケットボール選手。NBA初のフィンランド出身選手。ウーシマー県ヘルシンキ出身。ポジションはセンター。211cm、112kg。

## 来歴
1994-95シーズンのフィンランドリーグ新人王。